# Carapoia rheimsae
Carapoia rheimsae là một loài nhện trong họ Pholcidae. Loài này được phát hiện ở Brasil.